# Майма
Майма́ — село в Республике Алтай России, административный центр Майминского района и Майминского сельского поселения.

## Этимология
Основано в 1817 году и названо от гидронима Майма — на картах начала 19 века Найма — (правый приток реки Катунь). Гидроним, в свою очередь, произошёл от алтайского родоплеменного названия майма.

## География
Расположено на правом берегу реки Катуни, в месте впадения реки Маймы в Катунь. За Маймой начинается горная часть Р-256 «Чуйский тракт». Влево от него уходит дорога на Горно-Алтайск. Расстояние от села до Горно-Алтайска по карте 9 километров, но в действительности Майма практически слилась с Горно-Алтайском, имеет с этим городом общие коммуникации и единую транспортную сеть. В правительстве республики периодически рассматривается вопрос о возможности объединения двух населённых пунктов в один.
Климат
- Среднегодовая температура воздуха: +2,3 °C
- Средняя скорость ветра: 4,5 м/с

| Показатель                                                                                | Янв.  | Фев.  | Март  | Апр. | Май  | Июнь | Июль | Авг. | Сен. | Окт. | Нояб. | Дек.  | Год  |
| ----------------------------------------------------------------------------------------- | ----- | ----- | ----- | ---- | ---- | ---- | ---- | ---- | ---- | ---- | ----- | ----- | ---- |
| Средний суточный максимум, °C                                                             | −10,4 | −8,4  | −3    | 6,1  | 17,5 | 22,3 | 24,8 | 22,5 | 15,0 | 6,6  | −3,1  | −8,8  | 6,9  |
| Средняя температура, °C                                                                   | −14,1 | −13,2 | −8    | 1,6  | 12,0 | 16,7 | 19,3 | 17,1 | 10,5 | 3,0  | −6,7  | −12,3 | 2,3  |
| Средний суточный минимум, °C                                                              | −18   | −17,6 | −13,3 | −3,2 | 6,7  | 11,0 | 13,9 | 11,9 | 6,0  | −0,1 | −10   | −16   | −2,3 |
| Источник: Метеостатистика Республики Алтай. altai-meteo.ru. Дата обращения: 24 июня 2022. |       |       |       |      |      |      |      |      |      |      |       |       |      |

## История
Деревня Усть-Найминская (Найминская, Майминская, Майма) возникла в 1817 году как поселение оседлых инородцев с момента разрешения о переселении первым девяти семьям во главе с Андреем Софроновым. Точная дата основания села зафиксирована в журнале заседаний Томского губернского правительства за 1820 год. Из переписки бийского исправника с канцелярией Томского губернского правительства следует, что инородцы селения Быстрянского просят исправника о предоставлении им права переселиться на свободные земли в устье речки Наймы. В свою очередь исправник пишет рапорт в губернское правительство Томска, излагая просьбу инородцев. Томское губернское правительство указом от 21 марта 1817 года предоставило такое право ясачным инородцам.
К 1930 году Майминский и Чергачакский сельсоветы слились в единый Майма-Чергачакский сельсовет.
В 1935 году в связи со смертью И. В. Мичурина труженики Майма-Чергачакского сельсовета и Ойрот-Турского (Майминского) аймакисполкома ходатайствовали перед Ойротским (Горно-Алтайским) облисполкомом о переименовании села Майма-Чергачак в село Мичурино, а Майма-Чергачакского сельсовета — в Мичуринский. Ходатайство о переименовании не было удовлетворено.
В 1940-х годах начался постепенный переезд районных структур из Ойрот-Туры в Майма-Чергачак (в апреле 1943 года в село были перемещены райком партии и райисполком). 25 апреля 1953 года было принято постановление Горно-Алтайского облисполкома «Об утверждении районного центра Майминского района», в соответствии с которым село Майма-Чергачак официально стало центром Майминского аймака.
Решением Алтайского крайисполкома № 677 от 9 августа 1960 года было утверждено переименование села Майма-Чергачак в село Майму, а Майма-Чергачакского сельсовета — в Майминский.

## Население
| 1959    | 1970    | 1979    | 1989    | 2002    | 2008    | 2009    | 2010    | 2011    |
| ------- | ------- | ------- | ------- | ------- | ------- | ------- | ------- | ------- |
| 4598    | ↗7573   | ↗9508   | ↗12 856 | ↗15 344 | ↘14 719 | ↗14 916 | ↗16 174 | ↗16 204 |
| 2012    | 2013    | 2014    | 2015    | 2016    | 2021    |         |         |         |
| ↘16 193 | ↗16 399 | ↗16 678 | ↗17 300 | ↗17 824 | ↘16 890 |         |         |         |

Второй по численности населения населённый пункт Республики Алтай. Одно из крупнейших сёл России.

## Известные уроженцы, жители
- В Майме родилась эстонский живописец Лейли Мууга (1922—2016).

## Инфраструктура
При населении равном малому городу, не имеет развитой структуры мест общественного досуга, крупных сетевых торговых центров, сказывается близость столицы Республики Алтай Горно-Алтайска, где предпочитают работать и отдыхать майминцы. В центре села расположен районный дом культуры, в котором работает геологический музей «Камни Алтая», созданный при поддержке Алтайской геофизической экспедиции. В музее представлены образцы горных пород и минералов, отпечатки и окаменевшие останки ископаемых животных Алтая, пещерные образования, а также изделия из камня. На центральной площади, перед домом культуры, расположен фонтан и сцена, где проходят все значимые праздники майминцев. За Маймой, в восьми километрах по Чуйскому тракту, находится Горно-Алтайский аэропорт.
Основные улицы: Ленина, Советская, Подгорная, Алтайская.
Улица Ленина является центральной улицей села, практически на всём протяжении имеет по две полосы движения в каждую сторону. На ней располагаются здания администрации района, прокуратуры, казначейства, отдела внутренних дел и другие.
На пересечении улиц Ленина и Алтайской расположен перекрёсток, который выполняет функцию центральной площади, названной Юбилейной, в честь 200-летия села. Впрочем, официальное название этого места появилось по воле чиновников. Местные жители его называют Разъезд.
До катастрофического наводнения 1969 года в Майме существовал и действовал парк. Был организован на острове между р. Майма и р. Катунь. Современное название острова — «Парковый». Между домами 127 и 129 по ул. Советской существует до настоящего времени проход к р. Майма. От этого прохода до о. Парковый был подвесной мост (проход платный, но местные парни предпочитали переходить реку вброд, закатав брюки). Сам остров был ухожен и на нем были обустроены дорожки, лавочки и эстрада. Выступали артисты и музыкальные коллективы. Концерты (танцы) были еженедельными и приуроченными к концу рабочей недели или праздникам.

## Археология
К северу от села Майма на высоких аллювиальных террасах правого берега Катуни расположен Майминский археологический комплекс. Начинается с 431 км Чуйского тракта и продолжается до села Майма.